# Мокроноси
Мокроноси (пол. Mokronosy) — село в Польщі, у гміні Дамаславек Вонґровецького повіту Великопольського воєводства.
Населення — 222 особи (2011).
У 1975-1998 роках село належало до Пільського воєводства.

## Демографія
Демографічна структура станом на 31 березня 2011 року:
|          | Загалом | Допрацездатний вік | Працездатний вік | Постпрацездатний вік |
| -------- | ------- | ------------------ | ---------------- | -------------------- |
| Чоловіки | 104     | 31                 | 61               | 12                   |
| Жінки    | 118     | 33                 | 64               | 21                   |
| Разом    | 222     | 64                 | 125              | 33                   |